# KZ-Pop
El KZ-Pop es actualmente un de los géneros favoritos y conocido por la juventud de Kazajistán.
El KZ-Pop es cantado en ruso y en kazajo tiene sus orígenes en la época soviética, como en ese entonces Unión Soviética estaba amplia mente familiarizada con el mundo occidental comenzaron a llegar nueva música como el rock, jazz y pop, este último fue muy bien recidivo por los en ese entonces los jóvenes kazajos.

## KZ-Pop en los años 2000
El KZ-Pop fue evolucionando con integraciones de los instrumentos del folk de Kazajistán como la dromba y kobız, nuevos artistas como Almas Kişqembaev y  Raxat Türlixanov que salen de reality shows tienen gran acogida en la juventud kazaja.
Fuera del pop comenzaron a tener fuerza el R&B y el rock y producto de esto comienzan funciones kazajas de estos géneros dando artistas como: A-Studio, Almas Kişqembaev, Ayqın Tölepbergen y Maqpal Isabekova.
- Datos: Q19860267